# Helga Kersten
Helga Kersten (geb. Schmidt, * 17. November 1926 in Hannover; † 25. April 2008) war eine deutsche Biochemikerin und Hochschullehrerin.

## Leben
Helga Kersten arbeitete zunächst als Praktikantin am Max-Planck-Institut für Kohlenforschung in Mülheim an der Ruhr bei Karl Ziegler, bevor sie von 1948 bis 1953 an der Julius-Maximilians-Universität Würzburg und der Albert-Ludwigs-Universität Freiburg Chemie studierte. 1955 promovierte sie mit der Dissertation Über den Wirkungsmechanismus der Ascorbinsäure in der Nebenniere bei Hansjürgen Staudinger. Ab 1957 war Kersten Mitarbeiterin bei Helmut Zahn an der RWTH Aachen und wechselte 1959 an die Universität Münster, wo sie sich – unterstützt durch ein DFG-Stipendium – 1964 habilitierte und kurz darauf außerplanmäßige Professorin wurde. Nach einem Forschungsaufenthalt in den USA wurde sie 1968 zur Professorin für Biochemie an der Universität Erlangen (FAU) ernannt. Von 1989 bis 1991 war Kersten Dekanin der naturwissenschaftlichen Fakultät, womit sie nach Fairy von Lilienfeld die zweite Frau als Dekanin an der FAU wurde. 1992 wurde sie emeritiert. Auf dem 15. Internationalen Kongress für Biochemie wurde ihr eine Honorary Lecture gewidmet.
Helga Kersten war mit dem Biochemiker Walter Kersten verheiratet, der ebenfalls Lehrstuhlinhaber an der Universität Erlangen war und mit dem sie gemeinsame Forschungsprojekte durchführte und publizierte.

## Wissenschaftliches Werk
Schwerpunkte von Kerstens Forschung waren die von der  Deutsche Forschungsgemeinschaft geförderten Projekte „Molekularbiologie“ und „Nukleinsäure Biochemie“. Ihre Arbeiten ergaben, dass einige Zytostatika mit der Erbsubstanz DNA reagieren und die Übertragung der Information von den Genen auf die Proteine hemmen.

## Veröffentlichungen (Auswahl)
- mit Walter Kersten: Zur Wirkungsweise von Actinomycinen, III: Bindung von Actinomycin C an Nucleinsäuren und Nucleotide. In: Hoppe-Seyler’s Zeitschrift für Physiologische Chemie. Band 330, 1962, doi:10.1515/bchm2.1962.330.1.21.
- mit Walter Kersten: Inhibitors of nucleic acid synthesis. Biophysical and biochemical aspects (= Molecular Biology, Biochemistry and Biophysics. Band 18). Springer, Berlin / Heidelberg / New York 1974 (englisch, eingeschränkte Vorschau in der Google-Buchsuche).
- mit Pari Davanloo, Mathias Sprinzl, Kimitsuna Watanabe und Martin Albani: Role of ribothymidine in the thermal stability of transfer RNA as monitored by proton magnetic resonance. In: Nucleic Acids Research. Band 6, Nr. 4, 1979, S. 1571–1581, doi:10.1093/nar/6.4.1571 (englisch).
- mit Elfriede Schachner, Gerlinde Dess, Annerose Anders, Susumu  Nishimura und Nobuko Shindo-Okada: Queuosine in transfer-RNA in relation to differentiation and pteridine metabolism. In: Hans Ch. Curtius, Wolfgang Pfleiderer und Helmut Wachter (Hrsg.): Cancer – Immunology – Metabolic Diseases (= Biochemical and Clinical Aspects of Pteridines. Band 2). Berlin / New York 1983, S. 367–382, doi:10.1515/9783110856002-030 (englisch).
- mit U. Mahr: Differential synthesis of LDH A-like proteins and of phosphoproteins in response to the modified deazaguanine-derivative queuine. In: Hans-Christoph Curtius, Sandro Ghisla und Nenad Blau (Hrsg.): Chemistry and Biology of Pteridines. 9: Zurich, Switzerland, September 3–8, 1989. Berlin / New York 1990, S. 352–355, doi:10.1515/9783110889000-067 (englisch).
- mit W. Langgut: Metabolic control in HeLa-cells mediated by the deazaguanine-derivative queuine. In: Hans-Christoph Curtius, Sandro Ghisla und Nenad Blau (Hrsg.): Chemistry and Biology of Pteridines. 9: Zurich, Switzerland, September 3–8, 1989. Berlin / New York 1990, S. 356–359, doi:10.1515/9783110889000-068 (englisch).
- mit B. Frey und K. Reuter: On the biosynthesis of the deazaguanine-derivative queuine: Structure of the tgt gene of E. coli. In: Hans-Christoph Curtius, Sandro Ghisla und Nenad Blau (Hrsg.): Chemistry and Biology of Pteridines. 9: Zurich, Switzerland, September 3–8, 1989. Berlin / New York 1990, S. 360–363, doi:10.1515/9783110889000-069 (englisch).
- mit Michael Bösl: A novel RNA product of the tyrT operon of Escherichia Coli. In: Nucleic Acids Research. Band 19, Nr. 21, 1991, S. 5863–5870, doi:10.1093/nar/19.21.5863 (englisch).